# Sarcoprosena triangulifera
Sarcoprosena triangulifera är en tvåvingeart som beskrevs av Townsend 1927. Sarcoprosena triangulifera ingår i släktet Sarcoprosena och familjen parasitflugor.
Artens utbredningsområde är Peru. Inga underarter finns listade i Catalogue of Life.